# Conclave del 1922
Il conclave del 1922 venne convocato a seguito della morte di papa Benedetto XV, avvenuta a Roma il 22 gennaio dello stesso anno. Si svolse nella Cappella Sistina dal 2 al 6 febbraio e, dopo quattordici scrutini, venne eletto papa il cardinale Achille Ratti, arcivescovo di Milano, che assunse il nome di Pio XI. L'elezione venne annunciata dal cardinale protodiacono Gaetano Bisleti.

## Situazione generale
Il profondo rinnovamento del collegio cardinalizio operato da Benedetto XV durante il suo pontificato si fece avvertire in modo forse poco positivo nel conclave, che si protrasse per ben cinque giorni, un primato per il XX secolo. Il conclave si aprì il 2 febbraio con sette cardinali assenti (i porporati americani non poterono giungere a Roma entro i dieci giorni massimi previsti per l'attesa dei lontani) e col previsto scontro fra i due maggiori papabili, i cardinali Rafael Merry del Val e Pietro Gasparri.
Il cardinale Willem Marinus van Rossum era del parere che sarebbe convenuta l'elezione di un papa non italiano. Per un pontefice straniero concordavano anche alcuni porporati spagnoli, il cui candidato era proprio van Rossum. I diplomatici erano per il cardinale Achille Ratti; i curiali sostenevano il cardinale Raffaele Scapinelli di Leguigno mentre altri cardinali propendevano invece per Camillo Laurenti o per il patriarca di Venezia Pietro La Fontaine, che, per la sua bontà d'animo, sembrò rappresentare, a un certo punto, la miglior soluzione di transizione.

## Votazioni
Il primo scrutinio, il 3 febbraio, fu esplorativo: Rafael Merry del Val fu subito in testa con 12 voti, seguito da Pietro Maffi con 10, Pietro Gasparri con 8, Achille Ratti con 5, Pietro La Fontaine con 4 e Willem Marinus van Rossum con 4. Il giorno successivo la candidatura di Merry del Val andò scemando, perdendo diversi voti in favore di La Fontaine. Anche i voti di Gasparri aumentarono, arrivando a 24. Il 4 febbraio Gasparri restò fermo a 24 voti, mentre La Fontaine salì a 22.
Il giorno successivo i voti per Gasparri e per Maffi affluirono al cardinale Ratti, che ottenne 27 voti. Secondo il cardinale Friedrich Gustav Piffl, Gaetano De Lai, nemico di Gasparri, quando si accorse che l'elezione di Merry del Val era ormai impossibile, avrebbe avvicinato Achille Ratti promettendogli i voti del proprio gruppo se egli, una volta papa, non avesse scelto Gasparri quale suo segretario di stato. Più volte Pietro Gasparri, anche nelle sue Memorie, riferì che De Lai sarebbe di fatto incorso nella scomunica durante il conclave del 1922, poiché il tentativo di imporre condizioni per l'elezione di un pontefice implicherebbe la scomunica automatica.

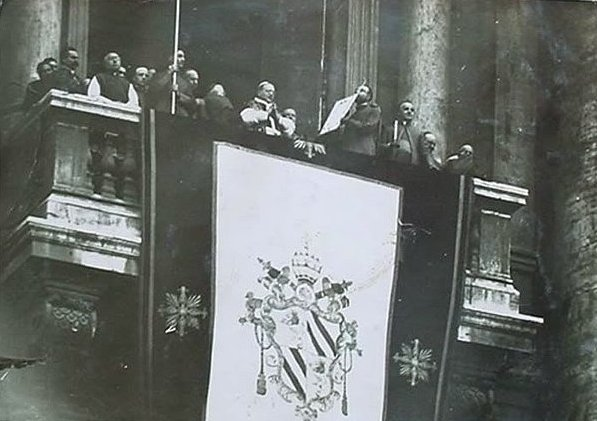
La prima apparizione del nuovo papa.

Il 6 febbraio, vista l'impossibilità di uscire dalla situazione di stallo, gli elettori di La Fontaine fecero confluire i propri voti su Ratti, che venne eletto papa e assunse il nome di Pio XI. Uno dei primissimi atti del nuovo pontefice, comunque, fu la conferma del cardinale Gasparri nella carica di Segretario di Stato.
Sin dall'inizio Pio XI fece capire quanto gli premesse risolvere la questione romana: a differenza infatti dei suoi ultimi tre predecessori, impartì la sua prima benedizione apostolica, subito dopo l'elezione, non dalla loggia interna, ma da quella esterna della Basilica Vaticana, rivolta verso Piazza San Pietro e la città di Roma.

## Lista dei partecipanti
Al momento del conclave il collegio cardinalizio era formato da 60 cardinali, e di questi vi parteciparono 53, mentre i restanti 7 porporati non vi presero parte.

### Presenti in conclave
| Nome                                    | Paese                 | Titolo                                                          | Ruolo | Nascita    | Concistoro |
| --------------------------------------- | --------------------- | --------------------------------------------------------------- | --- | ---------- | ---------- |
| Vincenzo Vannutelli                     | Italia                | Cardinale vescovo di Ostia; Cardinale vescovo di Palestrina     | Arciprete della Basilica Liberiana di Santa Maria Maggiore; Datario di Sua Santità; Decano del Collegio Cardinalizio; Prefetto della Congregazione del Cerimoniale | 05/12/1836 | 30/12/1889 |
| Michael von Faulhaber                   | Repubblica di Weimar  | Cardinale presbitero di Sant'Anastasia                          | Arcivescovo metropolita di Monaco e Frisinga | 05/03/1869 | 07/03/1921 |
| Alessio Ascalesi                        | Italia                | Cardinale presbitero di San Callisto                            | Arcivescovo metropolita di Benevento | 22/10/1872 | 04/12/1916 |
| Karl Joseph Schulte                     | Repubblica di Weimar  | Cardinale presbitero dei Santi Quattro Coronati                 | Arcivescovo metropolita di Colonia | 14/09/1871 | 07/03/1921 |
| Rafael Merry del Val y Zulueta          | Regno di Spagna       | Cardinale presbitero di Santa Prassede                          | Arciprete della Basilica di San Pietro in Vaticano; Presidente della Fabbrica di San Pietro; Segretario della Congregazione del Sant’Uffizio; Camerlengo del Collegio Cardinalizio                                                                                               | 10/10/1865 | 09/11/1903 |
| Giovanni Tacci Porcelli                 | Italia                | Cardinale presbitero di Santa Maria in Trastevere               | Maestro di Camera emerito della Corte Pontificia | 12/11/1863 | 13/06/1921 |
| Tommaso Pio Boggiani                    | Italia                | Cardinale presbitero dei Santi Quirico e Giulitta               | Arcivescovo emerito di Genova | 19/01/1863 | 04/12/1916 |
| Aleksander Kakowski                     | Repubblica di Polonia | Cardinale presbitero di Sant'Agostino                           | Arcivescovo metropolita di Varsavia | 05/02/1862 | 15/12/1919 |
| Camillo Laurenti                        | Italia                | Cardinale diacono di Santa Maria della Scala                    | Segretario emerito della Congregazione di Propaganda Fide | 20/11/1861 | 13/06/1921 |
| Francis Alphonsus Bourne                | Regno Unito           | Cardinale presbitero di Santa Pudenziana                        | Arcivescovo metropolita di Westminster | 23/03/1861 | 27/11/1911 |
| Pietro La Fontaine                      | Italia                | Cardinale presbitero dei Santi XII Apostoli                     | Patriarca di Venezia | 29/11/1860 | 04/12/1916 |
| Francisco de Asís Vidal y Barraquer     | Regno di Spagna       | Cardinale presbitero di Santa Sabina                            | Arcivescovo metropolita di Tarragona | 03/10/1868 | 07/03/1921 |
| Michele Lega                            | Italia                | Cardinale diacono di Sant'Eustachio                             | Prefetto della Congregazione per la Disciplina dei Sacramenti | 01/01/1860 | 25/05/1914 |
| Louis-Joseph Maurin                     | Francia               | Cardinale presbitero della Santissima Trinità al Monte Pincio   | Arcivescovo metropolita di Lione | 15/02/1859 | 04/12/1916 |
| Pietro Maffi                            | Italia                | Cardinale presbitero di San Crisogono                           | Arcivescovo metropolita di Pisa | 12/10/1858 | 15/04/1907 |
| Edmund Dalbor                           | Repubblica di Polonia | Cardinale presbitero di San Giovanni a Porta Latina             | Arcivescovo metropolita di Gniezno e Poznań | 30/10/1869 | 15/12/1919 |
| Alessandro Lualdi                       | Italia                | Cardinale presbitero dei Santi Andrea e Gregorio al Monte Celio | Arcivescovo metropolita di Palermo | 12/08/1858 | 15/04/1907 |
| Juan Benlloch y Vivó                    | Regno di Spagna       | Cardinale presbitero di Santa Maria in Ara Coeli                | Arcivescovo metropolita di Burgos | 29/12/1864 | 07/03/1921 |
| Raffaele Scapinelli di Leguigno         | Italia                | Cardinale presbitero di San Girolamo dei Croati                 | Prefetto emerito della Congregazione per i Religiosi | 25/04/1858 | 06/12/1915 |
| Adolf Bertram                           | Repubblica di Weimar  | Cardinale presbitero di Sant'Agnese fuori le mura               | Vescovo di Breslavia | 14/03/1859 | 04/12/1916 |
| Basilio Pompilj                         | Italia                | Cardinale vescovo di Velletri                                   | Vicario generale di Sua Santità per la Diocesi di Roma; Arciprete della Basilica di San Giovanni in Laterano | 16/04/1858 | 27/11/1911 |
| Vittorio Amedeo Ranuzzi de' Bianchi     | Italia                | Cardinale presbitero di Santa Prisca                            | Maestro di Camera emerito della Corte Pontificia | 14/07/1857 | 04/12/1916 |
| Friedrich Gustav Piffl                  | Repubblica Austriaca  | Cardinale presbitero di San Marco                               | Arcivescovo metropolita di Vienna | 15/10/1864 | 25/05/1914 |
| Achille Ratti                           | Italia                | Cardinale presbitero dei Santi Silvestro e Martino ai Monti     | Arcivescovo metropolita di Milano, eletto papa | 31/05/1857 | 13/06/1921 |
| Donato Raffaele Sbarretti Tazza         | Italia                | Cardinale presbitero di San Silvestro in Capite                 | Prefetto della Congregazione del Concilio | 12/11/1856 | 04/12/1916 |
| Louis-Ernest Dubois                     | Francia               | Cardinale presbitero di Santa Maria in Aquiro                   | Arcivescovo metropolita di Parigi | 01/09/1856 | 04/12/1916 |
| Oreste Giorgi                           | Italia                | Cardinale diacono di Santa Maria in Cosmedin                    | Penitenziere Maggiore | 19/05/1856 | 04/12/1916 |
| Gaetano Bisleti                         | Italia                | Cardinale diacono di Sant'Agata dei Goti                        | Gran Priore di Roma del Sovrano Militare Ordine di Malta; Prefetto della Congregazione per i Seminari e le Università degli Studi; Cardinale protodiacono | 20/03/1856 | 27/11/1911 |
| Willem Marinus van Rossum               | Paesi Bassi           | Cardinale presbitero di Santa Croce in Gerusalemme              | Presidente della Pontificia Commissione per gli Studi Biblici; Presidente del Pontificio Seminario Romano dei Santi Apostoli Pietro e Paolo per le Missioni Estere; Prefetto della Congregazione di Propaganda Fide                                                              | 03/09/1854 | 27/11/1911 |
| Teodoro Valfrè di Bonzo                 | Italia                | Cardinale presbitero di Santa Maria sopra Minerva               | Prefetto della Congregazione per i Religiosi | 21/08/1853 | 15/12/1919 |
| Gaetano De Lai                          | Italia                | Cardinale vescovo di Sabina                                     | Segretario della Congregazione Concistoriale; Sottodecano del Collegio Cardinalizio | 26/07/1853 | 16/12/1907 |
| János Csernoch                          | Regno d'Ungheria      | Cardinale presbitero di Sant'Eusebio                            | Arcivescovo metropolita di Strigonio | 18/06/1852 | 25/05/1914 |
| Pietro Gasparri                         | Italia                | Cardinale presbitero di San Lorenzo in Lucina                   | Presidente della Pontificia Commissione per l'Amministrazione dei Beni della Santa Sede; Cardinale Segretario di Stato di Sua Santità; Camerlengo di Santa Romana Chiesa; Presidente della Pontificia Commissione per l'Interpretazione Autentica del Codice di Diritto Canonico | 05/05/1852 | 16/12/1907 |
| Alfonso Maria Mistrangelo               | Italia                | Cardinale presbitero di Santa Maria degli Angeli                | Arcivescovo metropolita di Firenze | 26/04/1852 | 06/12/1915 |
| Desiré-Félicien-François-Joseph Mercier | Belgio                | Cardinale presbitero di San Pietro in Vincoli                   | Arcivescovo metropolita di Malines | 21/11/1851 | 15/04/1907 |
| Gennaro Granito Pignatelli di Belmonte  | Italia                | Cardinale vescovo di Albano                                     | Nunzio apostolico emerito in Austria-Ungheria | 10/04/1851 | 27/11/1911 |
| Francesco Ragonesi                      | Italia                | Cardinale presbitero di San Marcello                            | Nunzio apostolico emerito in Spagna | 21/12/1850 | 07/03/1921 |
| Agostino Richelmy                       | Italia                | Cardinale presbitero di Santa Maria in Via                      | Arcivescovo metropolita di Torino | 29/11/1850 | 18/06/1899 |
| Pierre-Paulin Andrieu                   | Francia               | Cardinale presbitero di Sant'Onofrio                            | Arcivescovo metropolita di Bordeaux | 07/12/1849 | 16/12/1907 |
| Antonio Vico                            | Italia                | Cardinale vescovo di Porto e Santa Rufina                       | Prefetto della Congregazione dei Riti | 09/01/1847 | 27/11/1911 |
| Francis Aidan Gasquet                   | Regno Unito           | Cardinale diacono di Santa Maria in Portico Campitelli          | Presidente della Pontificia Commissione per la Revisione ed Emendazione della Vulgata; Archivista e Bibliotecario di Santa Romana Chiesa | 05/10/1846 | 25/05/1914 |
| Giuseppe Francica-Nava de Bondifè       | Italia                | Cardinale presbitero dei Santi Giovanni e Paolo                 | Arcivescovo di Catania | 23/07/1846 | 18/06/1899 |
| Andreas Frühwirth                       | Repubblica Austriaca  | Cardinale presbitero dei Santi Cosma e Damiano                  | Nunzio apostolico emerito in Baviera | 21/08/1845 | 06/12/1915 |
| Augusto Silj                            | Italia                | Cardinale presbitero di Santa Cecilia                           | Prefetto del Supremo Tribunale della Segnatura Apostolica | 09/07/1846 | 15/12/1919 |
| Louis Billot                            | Francia               | Cardinale diacono di Santa Maria in Via Lata                    | Teologo gesuita | 12/01/1846 | 27/11/1911 |
| Ottavio Cagiano de Azevedo              | Italia                | Cardinale presbitero di San Lorenzo in Damaso                   | Cancelliere di Santa Romana Chiesa | 07/11/1845 | 11/12/1905 |
| Juan Soldevilla y Romero                | Regno di Spagna       | Cardinale presbitero di Santa Maria del Popolo                  | Arcivescovo metropolita di Saragozza | 20/10/1843 | 15/12/1919 |
| Nicolò Marini                           | Italia                | Cardinale diacono di Santa Maria in Domnica                     | Segretario della Congregazione per le Chiese Orientali | 20/08/1843 | 04/12/1916 |
| Louis-Henri-Joseph Luçon                | Francia               | Cardinale presbitero di Santa Maria Nuova                       | Arcivescovo metropolita di Reims | 28/10/1842 | 16/12/1907 |
| António Mendes Bello                    | Repubblica Portoghese | Cardinale presbitero dei Santi Marcellino e Pietro              | Patriarca di Lisbona | 18/06/1842 | 27/11/1911 |
| Bartolomeo Bacilieri                    | Italia                | Cardinale presbitero di San Bartolomeo all'Isola                | Vescovo di Verona | 28/03/1842 | 15/04/1901 |
| Michael Logue                           | Irlanda               | Cardinale presbitero di Santa Maria della Pace                  | Arcivescovo metropolita di Armagh; Cardinale protopresbitero | 01/10/1840 | 16/01/1893 |
| Giovanni Cagliero                       | Italia                | Cardinale vescovo di Frascati                                   | Delegato apostolico emerito nell’America Centrale | 11/01/1838 | 06/12/1915 |

### Assenti in conclave
| Nome                                         | Paese                   | Titolo                                                              | Ruolo                                                      | Nascita    | Concistoro |
| -------------------------------------------- | ----------------------- | ------------------------------------------------------------------- | ---------------------------------------------------------- | ---------- | ---------- |
| Dennis Dougherty                             | Stati Uniti             | Cardinale presbitero dei Santi Nereo e Achilleo                     | Arcivescovo metropolita di Filadelfia                      | 16/08/1865 | 07/03/1921 |
| Lev Skrbenský Hříště                         | Repubblica Cecoslovacca | Cardinale presbitero di Santo Stefano al Monte Celio                | Arcivescovo emerito di Olomouc                             | 12/06/1863 | 15/04/1901 |
| William O'Connell                            | Stati Uniti             | Cardinale presbitero di San Clemente                                | Arcivescovo metropolita di Boston                          | 08/12/1859 | 27/11/1911 |
| Joaquim Arcoverde de Albuquerque Cavalcanti  | Brasile                 | Cardinale presbitero dei Santi Bonifacio e Alessio                  | Arcivescovo metropolita di São Sebastião do Rio de Janeiro | 17/01/1850 | 11/12/1905 |
| Louis Nazaire Bégin                          | Canada                  | Cardinale presbitero dei Santi Vitale, Valeria, Gervasio e Protasio | Arcivescovo metropolita di Québec                          | 10/01/1840 | 25/05/1914 |
| José María Martín de Herrera y de la Iglesia | Regno di Spagna         | Cardinale presbitero di Santa Maria in Traspontina                  | Arcivescovo metropolita di Santiago di Compostela          | 26/08/1835 | 19/04/1897 |
| Giuseppe Antonio Ermenegildo Prisco          | Italia                  | Cardinale presbitero di San Sisto                                   | Arcivescovo metropolita di Napoli                          | 08/09/1833 | 30/11/1896 |

## Esiti delle votazioni
La pubblicazione del diario del cardinale Friedrich Gustav Piffl, nel 1963, mise a disposizione degli studiosi i voti del conclave del 1914 e del conclave del 1922. Piffl non intendeva violare la segretezza del conclave e aveva ordinato che il diario fosse bruciato alla sua morte. Tuttavia, qualcuno evitò di darlo alle fiamme e l'archivista Max Liebmann poté pubblicarlo.

Mattino del 3 febbraio, primo scrutinio
- Rafael Merry del Val, 12 voti.
- Pietro Maffi, 10 voti.
- Pietro Gasparri, 8 voti.
- Achille Ratti, 5 voti.
- Pietro La Fontaine, 4 voti.
- Willem Marinus van Rossum, 4 voti.
- Gaetano Bisleti, 3 voti.
- Gaetano De Lai, 2 voti.
- Basilio Pompilj, 2 voti.
- Camillo Laurenti, 2 voti.
- Desiré-Félicien-François-Joseph Mercier, 1 voto.

Mattino del 3 febbraio, secondo scrutinio
- Rafael Merry del Val, 11 voti.
- Pietro Maffi, 10 voti.
- Pietro Gasparri, 10 voti.
- Pietro La Fontaine, 9 voti.
- Achille Ratti, 5 voti.
- Camillo Laurenti, 4 voti.
- Gaetano De Lai, 2 voti.
- Gaetano Bisleti, 1 voto.
- Basilio Pompilj, 1 voto.

Pomeriggio del 3 febbraio, terzo scrutinio
- Rafael Merry del Val, 14 voti.
- Pietro Gasparri, 11 voti.
- Pietro Maffi, 10 voti.
- Achille Ratti, 6 voti.
- Gaetano Bisleti, 4 voti.
- Camillo Laurenti, 3 voti.
- Pietro La Fontaine, 2 voti.
- Gaetano De Lai, 1 voto.
- Michele Lega, 1 voto.
- Basilio Pompilj, 1 voto.

Pomeriggio del 3 febbraio, quarto scrutinio
- Rafael Merry del Val, 17 voti.
- Pietro Gasparri, 13 voti.
- Pietro Maffi, 9 voti.
- Achille Ratti, 5 voti.
- Gaetano Bisleti, 4 voti.
- Camillo Laurenti, 2 voti.
- Pietro La Fontanine, 1 voto.
- Michele Lega, 1 voto.
- Basilio Pompilj, 1 voto.

Mattino del 4 febbraio, quinto scrutinio
- Pietro Gasparri, 21 voti.
- Rafael Merry del Val, 13 voti.
- Pietro La Fontaine, 7 voti.
- Achille Ratti, 5 voti.
- Gaetano Bisleti, 2 voti.
- Camillo Laurenti, 2 voti.
- Gaetano De Lai, 1 voto.
- Basilio Pompilj, 1 voto.

Mattino del 4 febbraio, sesto scrutinio
- Pietro Gasparri, 24 voti.
- Pietro La Fontaine, 13 voti.
- Rafael Merry del Val, 7 voti.
- Achille Ratti, 4 voti.
- Gaetano Bisleti, 2 voti.
- Camillo Laurenti, 2 voti.
- Gaetano De Lai, 1 voto.

Pomeriggio del 4 febbraio, settimo scrutinio
- Pietro Gasparri, 24 voti.
- Pietro La Fontaine, 22 voti.
- Achille Ratti, 4 voti.
- Gaetano Bisleti, 1 voto.
- Camillo Laurenti, 1 voto.

Pomeriggio del 4 febbraio, ottavo scrutinio
- Pietro Gasparri, 24 voti.
- Pietro La Fontaine, 21 voti.
- Achille Ratti, 5 voti.
- Gaetano Bisleti, 1 voto.
- Basilio Pompilj, 1 voto.
- Camillo Laurenti, 1 voto.

Mattino del 5 febbraio, nono scrutinio
- Pietro Gasparri, 24 voti.
- Pietro La Fontaine, 18 voti.
- Achille Ratti, 11 voti.
- Camillo Laurenti, 3 voti.
- Michele Lega, 1 voto.
- Oreste Giorgi, 1 voto.
- Basilio Pompilj, 1 voto.

Mattino del 5 febbraio, decimo scrutinio
- Pietro Gasparri, 19 voti.
- Achille Ratti, 14 voti.
- Pietro La Fontaine, 8 voti.
- Gennaro Granito Pignatelli di Belmonte, 8 voti.
- Camillo Laurenti, 5 voti.
- Oreste Giorgi, 1 voto.
- Michele Lega, 1 voto.
- Donato Raffaele Sbarretti Tazza, 1 voto.

Pomeriggio del 5 febbraio, undicesimo scrutinio
- Achille Ratti, 24 voti.
- Pietro La Fontaine, 23 voti.
- Pietro Gasparri, 16 voti.
- Camillo Laurenti, 4 voti.

Pomeriggio del 5 febbraio, dodicesimo scrutinio
- Achille Ratti, 27 voti.
- Pietro La Fontaine, 22 voti.
- Camillo Laurenti, 3 voti.
- Pietro Gasparri, 2 voti.

Mattino del 6 febbraio, tredicesimo scrutinio
- Achille Ratti, 30 voti.
- Pietro La Fontaine, 18 voti.
- Camillo Laurenti, 4 voti.
- Pietro Gasparri, 1 voto.
- Gaetano De Lai, 1 voto.

Mattino del 6 febbraio, quattordicesimo scrutinio
- Achille Ratti, 42 voti (eletto papa).
- Pietro La Fontaine, 9 voti.
- Camillo Laurenti, 2 voti.